# Comuna Pidhaiciîkî, Terebovlea
Pidhaiciîkî (în ucraineană Підгайчики) este o comună în raionul Terebovlea, regiunea Ternopil, Ucraina, formată din satele Maliv, Pidhaiciîkî (reședința), Pidhora, Semeniv și Zelene.

## Demografie
Componența lingvistică a comunei Pidhaiciîkî
     Ucraineană (99,58%)
     Alte limbi (0,34%)
Conform recensământului din 2001, majoritatea populației comunei Pidhaiciîkî era vorbitoare de ucraineană (99,58%), existând în minoritate și vorbitori de alte limbi.